# Heilig-Kreuz-Kapelle (Eibelstadt)

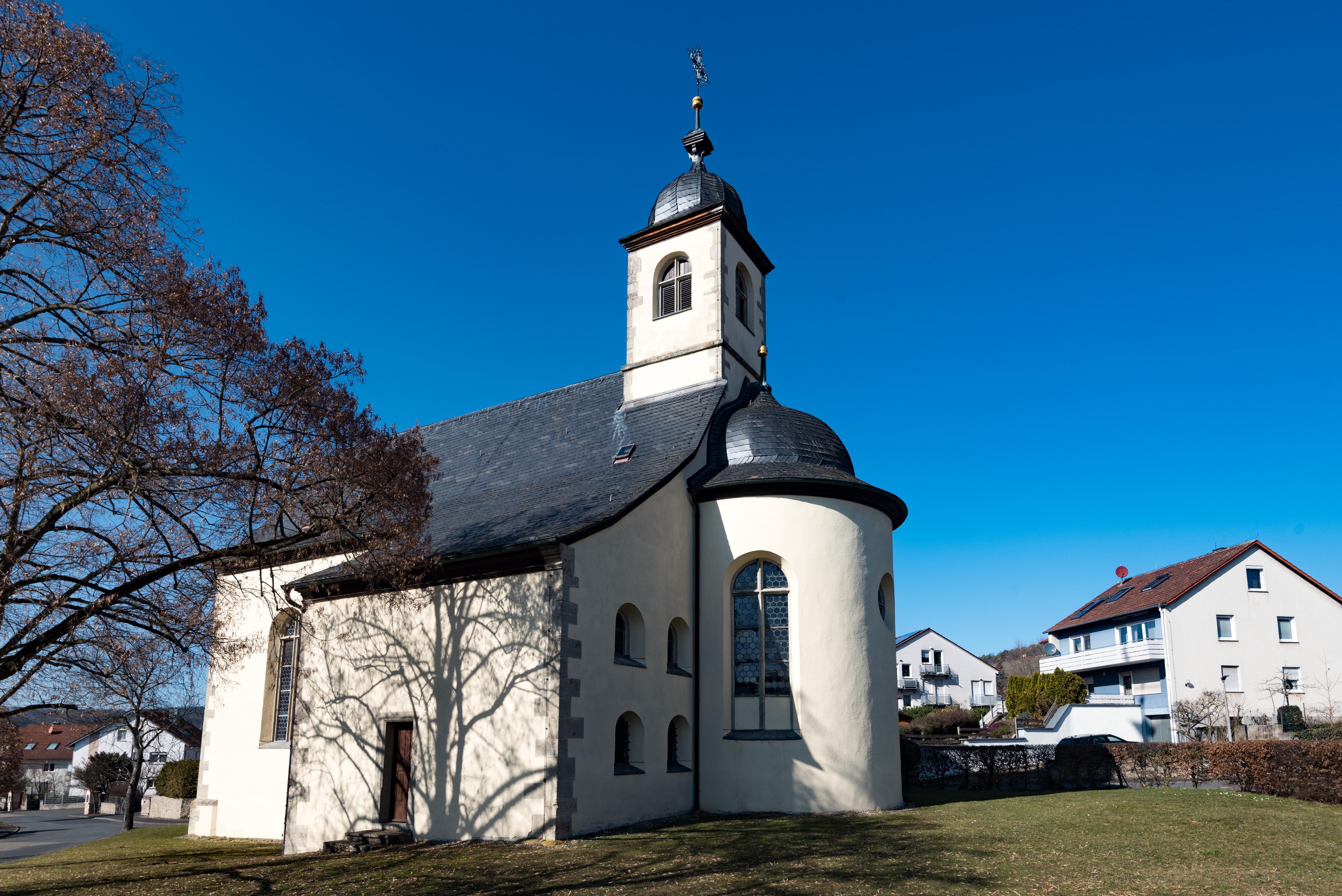
Heilig-Kreuz-Kapelle (Eibelstadt)

Die römisch-katholische Heilig-Kreuz-Kapelle ist ein denkmalgeschütztes Kirchengebäude, das in Eibelstadt steht, einer Stadt im Landkreis Würzburg (Unterfranken, Bayern). Das Bauwerk ist unter der Denkmalnummer D-6-79-124-95 als Baudenkmal in der Bayerischen Denkmalliste eingetragen.

## Beschreibung
Die 1657–60 nach einem Entwurf von Anton Wolff erbaute Saalkirche besteht aus einem mit einem Satteldach bedeckten Langhaus und einer halbrunden Apsis im Osten, zwischen denen sich ein weit ausladendes Querschiff befindet. Zwischen den Schleppdächern des Querschiffes erhebt sich vor der Apsis ein quadratischer Dachreiter, der mit einer Glockenhaube bedeckt ist. Die Orgel mit sechs Registern, verteilt auf Manual und Pedal, wurde 1794 von Adam Adolf Otto gebaut.